# Ral·li Press-on-Regardless
El Ral·li Press-on-Regardless és un ral·li que es celebra anualment als Estats Units des de 1949, el qual va ser puntuable pel Campionat Mundial de Ral·lis dels anys 1973 i 1974. Es sol disputar a la regió propera a Detroit.
A les edicions on va estar inclòs al Mundial, els vencedors van ser Walter Boyce i Jean-Luc Thérier.

## Palmarès
| Any  | Pilot              | Vehicle                     |
| ---- | ------------------ | --------------------------- |
| 1949 | Vincent E. Gardner | Studebaker Special 2 seater |
| 1950 | Howard Preston     | MG TC                       |
| 1951 | Mr. Preston        | MG TC                       |
| 1952 | Georgianna Apolant | MG                          |
| 1953 | Gib Hufstader      | Buick Century               |
| 1954 | Ralph Durbin       | Oldsmobile                  |
| 1955 | Ralph Durbin       | Austin-Healey               |
| 1956 | Harry Beronius     | Volkswagen                  |
| 1957 | Harry Beronius     | Porsche 356                 |
| 1958 | Jim Bickham        | Mercedes 190 SL             |
| 1959 | Richard Doyen      | Chevrolet Corvette          |
| 1960 | Jim Bickham        | Mercedes 190 SL             |
| 1961 | Dick Dittus        | Chevrolet Corvair           |
| 1962 | Bob Jackman        | Chevrolet Corvair           |
| 1963 | Gene Henderson     | Chrysler                    |
| 1964 | Jon Davis          | Plymouth Valiant            |
| 1965 | Karl Goering       | Mercury Comet               |
| 1966 | Tom Samida         | Plymouth Barracuda          |
| 1967 | Gene Henderson     | Ford Cortina                |
| 1968 | Karl Goering       | Plymouth Barracuda          |
| 1969 | Scott Harvey       | Sunbeam Arrow               |
| 1970 | Scott Harvey       | Sunbeam Arrow               |
| 1971 | Scott Harvey       | Plymouth Cricket            |
| 1972 | Gene Henderson     | Jeep Wagoneer               |
| 1973 | Walter Boyce       | Toyota Corolla              |
| 1974 | Jean-Luc Thérier   | Renault 17 Gordini          |
| 1975 | Sobiesław Zasada   | Porsche 911                 |
| 1976 | Bob Hourihan       | Porsche 911                 |
| 1977 | Hendrik Blok       | Plymouth Arrow              |
| 1978 | John Buffum        | Triumph TR7                 |
| 1979 | Taisto Heinonen    | Toyota Celica               |
| 1980 | Rod Millen         | Mazda RX-7                  |
| 1981 | Rod Millen         | Mazda RX-7                  |
| 1982 | John Buffum        | Audi Quattro                |
| 1983 | Hannu Mikkola      | Audi Quattro                |
| 1984 | Rod Millen         | Mazda RX-7                  |
| 1985 | Rod Millen         | Mazda RX-7                  |
| 1986 | John Buffum        | Audi Quattro                |
| 1987 | John Buffum        | Audi Quattro                |
| 1988 | Paul Choiniere     | Audi Quattro                |
| 1989 | Rod Millen         | Mazda 323                   |
| 1990 | Paul Choiniere     | Audi Quattro                |
| 1991 | Chad DiMarco       | Subaru Legacy               |
| 1992 | Dick Corley        | Mitsubishi Eclipse          |
| 1993 | Carl Merrill       | Ford Escort RS Cosworth     |
| 1994 | Scott Harvey       | Eagle Talon                 |
| 1995 | Bill Laitenberger  | Subaru Legacy               |
| 1996 | Jim Fekete         | Chevrolet Blazer            |
| 1997 | Mike Friedman      | Eagle Talon                 |
| 1998 | Dan Coughnour      | Jeep Cherokee               |
| 1999 | Mike Friedman      | Eagle Talon                 |
| 2000 | Dave Parps         | Subaru Outback              |
| 2001 | Ron Johnstonbaugh  | Mitsubishi Eclipse GSX      |
| 2002 | Ron Johnstonbaugh  | Mitsubishi Eclipse GSX      |
| 2003 | Ron Johnstonbaugh  | Subaru Impreza WRX          |
| 2004 | Scott Harvey, Jr.  | Eagle Talon                 |
| 2005 | Ron Johnstonbaugh  | Subaru Impreza WRX          |
| 2006 | Dan Coughnour      | Subaru Impreza WRX          |
| 2007 | Dave Harkcom       | Audi S4                     |
| 2008 | Scott Harvey, Jr   | Eagle Talon                 |
| 2009 | Dave Harkcom       | Audi S4                     |
| 2010 | Ron Johnstonbaugh  | Subaru Impreza WRX          |
| 2011 | Scott Harvey, Jr   | Eagle Talon                 |
| 2012 | Scott Harvey, Jr   | Eagle Talon                 |
| 2013 | Edward Schowalte   | Subaru Impreza WRX          |
| 2014 | Edward Schowalte   | Subaru Impreza WRX          |
| 2015 | Ron Johnstonbaugh  | Audi Quattro                |
| 2016 | Scott Harvey, Jr   | Audi A4                     |
| 2017 | Dave Harkcom       | Saab 9-2X                   |
| 2018 | Scott Harvey, Jr   | Audi A4                     |
| 2019 | Scott Harvey, Jr   | Audi A4                     |
| 2020 | Scott Harvey, Jr   | Audi A4                     |
| 2021 | Dave Harkcom       | Saab 9-3                    |
| 2022 | Ron Johnstonbaugh  | Volkswagen GTI              |